# Katharina Spiering
Katharina Spiering (* 1974 in Ost-Berlin) ist eine deutsche Schauspielerin und Synchronsprecherin.

## Leben
Katharina Spiering verbrachte ihre ersten Lebensjahre in der Sowjetunion. Nach der Rückkehr nach Ost-Berlin spielte sie als Kind am Friedrichstadt-Palast und an der Volksbühne. Nach dem Abitur kehrte sie nach Russland zurück, wo sie mit Kindern mit Down-Syndrom arbeitete. Von 1997 bis 2001 studierte Spiering Schauspiel an der Hochschule für Schauspielkunst „Ernst Busch“ Berlin  und erhielt daneben kleinere Rollen am Deutschen Theater Berlin. Anschließend hatte sie verschiedene Theaterengagements in Deutschland und der Schweiz mit Rollen wie Minna von Barnhelm am Theater der Altmark Stendal bis Pippi Langstrumpf bei den Freilichtspielen Schwäbisch Hall. 2004 erhielt sie den Stendaler Theaterpreis. Seit 2002 wirkte Katharina Spiering in zahlreichen Film- und Fernsehproduktionen in Deutschland und Russland mit, wie 3 Zimmer/Küche/Bad oder im Tatort. In der Kinderkrimiserie Die Pfefferkörner war sie von 2007 bis 2009 als Rika Krogmann – Mutter von Laurenz und Marie – zu sehen. In fünf Verfilmungen der Kluftinger-Romanreihe, u. a. Erntedank und Milchgeld, verkörperte sie Sandy Henske.
Katharina Spiering ist auch als Synchronsprecherin sowie Sprecherin in Hörbüchern und Hörspielen tätig.

## Filmografie (Auswahl)
- 2002: Die Cleveren
- 2003: California Dreaming (Kurzfilm)
- 2004: Sehnsucht (Fernsehfilm)
- 2005: Ein toter Bruder (Fernsehfilm)
- 2006: Der Rote Kakadu
- 2006: Unser Charly (Fernsehserie)
- 2006: Das Geheimnis im Moor (Fernsehfilm)
- 2006: In aller Freundschaft (Fernsehserie)
- 2006: Nicht alle waren Mörder (Fernsehfilm)
- 2006: Tatort: Schattenspiele (Fernsehreihe)
- 2007: Küstenwache (Fernsehserie)
- 2007: GSG 9 – Ihr Einsatz ist ihr Leben (Fernsehserie)
- 2007: Der letzte Zeuge (Fernsehserie)
- 2007: Pastewka (Fernsehserie)
- 2008: Notruf Hafenkante – Angst (Fernsehserie)
- 2008: 1:0 für das Glück (Fernsehfilm)
- 2008: Fünf Sterne (Fernsehserie)
- 2008: Die Frau des Frisörs (Fernsehfilm)
- 2008: Im Namen des Gesetzes (Fernsehserie)
- 2009: Tatort: Falsches Leben
- 2009: Ein Sommer mit Paul (Fernsehfilm)
- 2009: Erntedank. Ein Allgäu-Krimi (Fernsehfilm)
- 2009: SOKO Köln (Fernsehserie)
- 2009: Mein Leben – Marcel Reich-Ranicki
- 2010: KDD – Kriminaldauerdienst (Fernsehserie)
- 2010: Bloch – Verfolgt (Fernsehreihe)
- 2010: Alle Jahre wieder (Kurzfilm)
- 2008–2010: Die Pfefferkörner (Fernsehserie)
- 2011: Ein starkes Team – Am Abgrund (Fernsehreihe)
- 2012: Bankraub für Anfänger (Fernsehfilm)
- 2012: Milchgeld. Ein Kluftingerkrimi (Fernsehfilm)
- 2012: Willkommen in Kölleda (Fernsehfilm)
- 2012: Lore
- 2012: 3 Zimmer/Küche/Bad
- 2013: Tatort: Feuerteufel
- 2013: Jedes Jahr im Juni
- 2013: Seegrund. Ein Kluftingerkrimi (Fernsehfilm)
- 2013, 2022: SOKO Leipzig
- 2013: Notruf Hafenkante – Der Schein trügt (Fernsehserie)
- 2014: Tatort: Das verkaufte Lächeln
- 2014: Binny und der Geist
- 2014: About a Girl
- 2015: Süßer September
- 2015: Heil
- 2015: Tiere bis unters Dach (Fernsehserie)
- 2016: Herzblut. Ein Kluftingerkrimi (Fernsehfilm)
- 2016: Schutzpatron. Ein Kluftingerkrimi (Fernsehfilm)
- 2017: Wilsberg – Der Betreuer
- 2017: Beck is back (Fernsehserie)
- 2017: Blind & Hässlich
- 2017: Вечный отпуск (Vechnyj otpusk, Fernsehserie)
- 2018: Вольная грамота (Volnaja gramota, Fernsehserie)
- 2018: In aller Freundschaft – Die Krankenschwestern (Fernsehserie)
- 2018: Bist du glücklich? (Fernsehfilm)
- 2019: Tatort: Ein Tag wie jeder andere
- 2019: Letzte Spur Berlin – Dilemma
- 2019: Morden im Norden – Die verlorene Tochter (Fernsehserie)
- 2019: Dark (Fernsehserie)
- 2019: Das Quartett: Der lange Schatten des Todes (Fernsehreihe)
- 2020: Fritzie – Der Himmel muss warten (Fernsehserie)
- 2021: Tatort: Der Herr des Waldes
- 2022: Polizeiruf 110: Daniel A.
- 2023: Die Heiland – Wir sind Anwalt: Der Stalker
- 2023: Erzgebirgskrimi – Familienband
- 2024: Der Usedom-Krimi: Emma

## Synchronrollen (Auswahl)

### Filme
- 2010: Kusswechsel 2 – Gegensätze ziehen sich aus – Isabelle Adriani als Svetlana
- 2010: Meine Frau, unsere Kinder und ich – Olga Fonda als Svetlana
- 2011: Darkest Hour – Veronika Ozerova als Vika
- 2011: Mission: Impossible – Phantom Protokoll – Paula Patton als Jane Carter
- 2011: Johnny English – Jetzt erst recht! – Joséphine de La Baume als Madeleine
- 2013: Killing Kennedy – Michelle Trachtenberg als Marina Oswald
- 2013: Stirb langsam – Ein guter Tag zum Sterben – Yuliya Snigir als Irina
- 2013: The Wolf of Wall Street – Katarina Cas als Chantalle
- 2013: Wolverine: Weg des Kriegers – Svetlana Khodchenkova als Viper
- 2014: Hello Ladies: Der Film – Christine Woods als Jessica Vanderhoff
- 2014: Hercules – Ingrid Bolsø Berdal als Atalanta
- 2014: St. Vincent – Naomi Watts als Daka Parimova
- 2014: Annie – Stephanie Kurtzuba als Mrs. Kovacevic
- 2014: Liebe im Gepäck – Tia Mowry-Hardrict als Janine
- 2016: Dean – Wie das Leben eben spielt – Christine Woods als Michelle
- 2016: Rendezvous mit einem Eisbär – Tatiana Maslany als Lucy
- 2017: Sandy Wexler – Jennifer Hudson als Courtney Clarke
- 2017: The Dinner – Adepero Oduye als Nina
- 2018: Johnny English – Man lebt nur dreimal – Olga Kurylenko als Ophelia Bhuletova
- 2019: Once Upon a Time in Hollywood – Zoë Bell als Janet
- 2019: Marriage Story – Merritt Wever als Cassie
- 2020: Wonder Woman 1984 – Gabriella Wilde als Raquel

### Serien
- 2009–2010: Ghost Whisperer – Stimmen aus dem Jenseits – Ion Overman als Det. Sam Blair
- 2010–2011: Stargate Universe – Julia Benson als 2nd Lt. Vanessa James
- 2012: Desperate Housewives – Shulie Cowen als Deirdre
- 2012–2015: Die Legende von Korra – Maria Bamford als Pema
- 2013–2015: The Returned – Céline Sallette als Julie
- 2013–2016: Banshee: Small Town. Big Secrets. – Ivana Miličević als Carrie Hopewell
- 2014: Hello Ladies – Christine Woods als Jessica Vanderhoff
- 2014: Luther – Sienna Guillory als Mary Day
- 2015–2016: Vampire Diaries – Annie Wersching als Lily Salvatore
- 2015–2018: Better call Saul – Kerry Condon als Stacey Ehrmanntraut
- 2017: Mindhunter – Anna Torv als Wendy Carr
- 2018–2022:  Killing Eve – Jodie Comer  als Villanelle
- 2019–2021: Another Life – Katee Sackhoff als Niko Breckinridge
- 2020: Navy CIS für Bellina Logan als Roberta Stock
- seit 2020: Doctor Who – Jo Martin als Ruth Clayton / Der Doktor (Fugitive Doctor)
- 2022: Navy CIS: Hawaiʻi für Izabella Miko als Alina Nikitin

## Audioproduktionen (Auswahl)
- Durch Mark und Bein von Kathy Reichs, Random House Audio
- Knochenlese von Kathy Reichs, Random House Audio
- Die Nebel von Avalon von Marion Zimmer Bradley, Random House Audio
- Die Kinder-Uni: Warum sind Heilige heilig? und Warum haben Engel Flügel? von Volker Ufertinger, cbj audio
- Wer nicht vögeln will, muss fliegen von Jockel Tschiersch, Hoerbuchedition words & music
- 13 Hexengeschichten von Petra Steckelmann, Hoerbuchedition words & music
- Ubu Rex Saxonia von Peter Eckhart Reichel, Hoerbuchedition words & music
- Venetica, dtp entertainment
- Die Perlenschwester von Lucinda Riley, Der Hörverlag